# أغوستين خواريز
أغوستين خواريز (بالإسبانية: Agustín Juárez)‏ هو دراج مكسيكي، ولد في 28 أغسطس 1943 في ولاية سان لويس بوتوسي في المكسيك.

## وصلات خارجية
- أغوستين خواريز على موقع أرشيف الدراجات (الإنجليزية)
- أغوستين خواريز على موقع إحصائيات الدراجات الإحترافية (الإنجليزية)
- أغوستين خواريز على موقع أوليمبيديا (الإنجليزية)